# Unterstaat (Engelskirchen)
Unterstaat ist ein Ort in der Gemeinde Engelskirchen im Oberbergischen Kreis in Nordrhein-Westfalen in Deutschland.

## Lage und Beschreibung
Der Ort liegt im Südwesten von Engelskirchen an der Grenze zum Rheinisch-Bergischen Kreis und zur Gemeinde Lindlar im Tal der Agger. Nachbarn sind Ehreshoven mit dem Schloss Ehreshoven, Oberstaat, auf dem Gebiet von Lindlar Hohkeppel und auf dem Gebiet der Stadt Overath die Orte Unterhasbach und Vilkerath.

## Geschichte
In der Preußischen Uraufnahme von 1845 ist der Ort unter der Bezeichnung „Auf dem Staat“ verzeichnet. Ab 1896 zeigen die topografischen Karten die Ortsbezeichnung Unterstaat. Der Overather Hausnummerierungskataster von 1907 verzeichnet in Unterstaat zwei Häuser im Besitz der Gräfin v. Nesselrode mit den  Bewohnern Wtwe Meuter und Johann Schmidt.

## Verkehr
Unterstaat ist über die Linie 310 der OVAG an das Netz der VRS angebunden. Im benachbarten Ortsteil Oberstaat gibt es eine Anbindung an die Linie 434 nach Untereschbach.